# Міяково
Міяково (пол. Mijakowo) — село в Польщі, у гміні Слупно Плоцького повіту Мазовецького воєводства.
Населення — 123 особи (2011).
У 1975-1998 роках село належало до Плоцького воєводства.

## Демографія
Демографічна структура станом на 31 березня 2011 року:
|          | Загалом | Допрацездатний вік | Працездатний вік | Постпрацездатний вік |
| -------- | ------- | ------------------ | ---------------- | -------------------- |
| Чоловіки | 67      | 18                 | 40               | 9                    |
| Жінки    | 56      | 10                 | 31               | 15                   |
| Разом    | 123     | 28                 | 71               | 24                   |